# Bistum Bayonne
Das Bistum Bayonne (lat.: Dioecesis Baionensis) ist eine in Südfrankreich gelegene Diözese der römisch-katholischen Kirche in Frankreich mit Sitz in Bayonne. Sein Gebiet entspricht dem Département Pyrénées-Atlantiques.

## Geschichte
Das Bistum Bayonne wurde im 4. Jahrhundert errichtet und dem Erzbistum Auch als Suffraganbistum unterstellt. Am 29. November 1801 wurden dem Bistum Bayonne Teile der Bistumsgebiete von Comminges, Lescar, Lombez und Tarbes sowie das Bistum Oloron angegliedert; die ehemalige Kathedrale von Oloron, St. Marien in Oloron-Sainte-Marie, ist heute Konkathedrale des Bistums Bayonne. Das Bistum Bayonne gab am 6. Oktober 1822 Teile seines Territoriums zur Gründung des Bistums Tarbes und Aire ab. Am 16. Dezember 2002 wurde das Bistum Bayonne dem Erzbistum Bordeaux als Suffraganbistum unterstellt.